# Robin Bormuth
Robin Bormuth, né le 19 septembre 1995 à Groß-Rohrheim en Allemagne, est un footballeur allemand. Il évolue au poste de défenseur central au Karlsruher SC.